# Isostichopus fuscus
Isostichopus fuscus is een zeekomkommer uit de familie Stichopodidae.
De wetenschappelijke naam van de soort werd in 1875 gepubliceerd door Hubert Ludwig.